# Jonas Wandschneider
 (janvier 2018).
Jonas Wandschneider né le 9 juillet 1991 au Danemark est un acteur danois. Il est connu pour avoir joué dans le film The Substitute en 2007.

## Biographie
Son premier rôle était dans le film danois Alien Teacher. De 2007 à 2008, il joue le rôle de Tobias Hansen dans la série télévisée Anna Pihl - On patrol à Copenhague. En 2009, il a pris un rôle principal dans le film de jeunesse Timetrip - La Malédiction de la Sorcière Viking.

## Filmographie

### Cinéma
- 2007 : The Substitute : Carl
- 2009 : Vølvens forbandelse : Valdemar
- 2010 : Parterapi : Michael
- 2011 : Klassefesten : Niels (Etudianterfest '86)

### Courts-métrages
- 2011 : Drengen der ikke kunne svømme

### Télévision

#### Séries télévisées
- 2007-2008 : Anna Pihl : Tobias Hansen
- 2012 : Julestjerner : Unge Bjarne
- 2012 : Outsider : Sebastian